# Thyholm Kommune
Thyholm Kommune i Ringkøbing Amt blev dannet ved kommunalreformen i 1970. Ved strukturreformen i 2007 blev den indlemmet i Struer Kommune.

## Tidligere kommuner
Thyholm Kommune blev dannet ved sammenlægning af 3 sognekommuner:
| Kommune         | Folketal 1. januar 1970 | Byer      |
| --------------- | ----------------------- | --------- |
| Hvidbjerg-Lyngs | 2.365                   | Hvidbjerg |
| Jegindø         | 648                     | Jegind    |
| Søndbjerg-Odby  | 1.036                   | Uglev     |
| I alt           | 4.049                   |           |

## Sogne
Thyholm Kommune bestod af følgende sogne, alle fra Refs Herred:
- Hvidbjerg Sogn
- Jegindø Sogn
- Lyngs Sogn
- Odby Sogn
- Søndbjerg Sogn

## Borgmestre[2]
| Navn              | Parti                       | Periode   |
| ----------------- | --------------------------- | --------- |
| P. Odgaard        | Venstre                     | 1970-1971 |
| Ejnar Krabbe      | Det Konservative Folkeparti | 1970-1971 |
| Jens Haargaard    | Venstre                     | 1971-1986 |
| Hanne Christensen | Venstre                     | 1986-1998 |
| Peter Gade        | Det Konservative Folkeparti | 1998-2006 |